# Синхронный автоматический перевод
Синхронный автоматический перевод (Speech-to-Speech Real-Time Translation) — «моментальный» машинный перевод речи, с одного естественного языка на другой, с помощью специальных программных и технических средств. Так же называется направление научных исследований, связанных с построением подобных систем.
В отличие от печатного текста или искусственных сигналов, естественная речь не допускает простого и однозначного членения на элементы (фонемы, слова, фразы), поскольку они не имеют явных физических границ. Границы слов в потоке речи автоматически могут быть определены лишь в ходе распознавания посредством подбора оптимальной последовательности слов, наилучшим образом согласующееся с входным потоком речи по акустическим, лингвистическим, семантическим и иным критериям.

## История
Июнь 2012 года — Программа для автоматического синхронного перевода (Технологический институт города Карлсруэ (федеральная земля Баден-Вюртемберг, Германия). Устройство переводит устные лекции преподавателей института с немецкого на английский язык и воспроизводит перевод в виде субтитров.
Октябрь 2012 года — Автоматический, почти синхронный голосовой перевод с английского на путунхуа. Разработчик — Microsoft.
Система машинного обучения, на основе искусственных нейронных сетей (Deep Neural Networks), которая сокращает непонимание до каждого седьмого−восьмого слова. Но самое большое достижение — это генерация речи с сохранением модуляций голоса говорящего.
Ноябрь 2012 года — Открывшийся сервис, японского мобильного оператора NTT Docomo, позволяет абонентам, говорящим на разных языках общаться в режиме реального времени.
Языки, поддерживаемые сервисом:
(японский <-> английский), (японский <-> корейский), (японский <-> китайский).
Май 2015 года — Появился Blabber Messenger, который переводит речь на 14 языков, а чат на 88.

## Принцип работы
Процесс электронного перевода речи (S2S Real-Time Translation),
как правило, включает следующие три этапа)
:
1. автоматическое распознавание речи (ASR — automatic speech recognition) — преобразование речи в текст;
2. машинный перевод (MT — Machine Translation); — автоматический перевод текста с одного языка на другой.
3. синтез речи (TTS — text-to-speech) — технология, которая даёт возможность произнести текст голосом, приближенным к естественному.

Говорящий на языке A говорит в микрофон, а модуль распознавания речи признаёт[что?] произнесённое.
Происходит сравнение входных данных с фонологическими моделями, состоящими из большого количества речевых библиотек.
Отфильтрованное таким образом, используя словарь и грамматику языка А, преобразуется в строку слов, основанную на массиве фразы языка[неизвестный термин] А. Модуль автоматического перевода преобразует эту строку. Ранние системы заменяли каждое слово, с соответствующим словом в языке B. Более совершенные системы не используют дословный перевод, а принимают во внимание весь контекст фразы, чтобы произвести соответствующий перевод. Созданный перевод передаётся в модуль синтеза речи, который оценивает произношение и интонацию, соответствующую ряду слов из массива речевых данных языка B. Данные, соответствующие фразе, отбираются, соединяются и выводятся в необходимой потребителю форме на языке В.

### Системы перевода речи
Системы перевода речи (ST — Speech Translation), состоят из двух основных компонентов: Автоматическое распознавание речи (ASR — automatic speech recognition) и Машинный перевод (MT — Machine Translation) и различаются:
- Работающие «на клиенте» (client-based).
- По принципу «клиент-сервер» (client-server) (OnLine service).

Распознавание слитной спонтанной речи — конечная цель всех усилий по распознаванию речи. Автоматическое распознавание речи разделяют, на привязку и её отсутствие, к голосу конкретного человека.

Если рассматривать классическую схему «наука-технологии-практические сист
емы», то, наиболее серьёзные проблемы в которых будет работать практическая система автоматического распознавания или понимания речи, возникают при условиях:
- — произвольный, наивный пользователь;
- — спонтанная речь, сопровождаемая аграмматизмами и речевым «мусором»;
- — наличие акустических помех и искажений, в том числе меняющихся;
- — наличие речевых помех.

Обобщённая классификация систем распознавания речи. См.(
)
Традиционно системы машинного перевода делятся на категории:
- Rule-Based Machine Translation (RBMT) — системы, основанные на правилах, которые описывают языковые структуры и их преобразования.
- Example-Based MT (EBMT) — системы на примерах двух текстов, один из которых является переводом другого.
- Statistical Machine Translation (SMT) — статистический машинный перевод[16] — разновидность машинного перевода текста, основанная на сравнении больших объёмов языковых пар.
- Hybrid Machine Translation (SMT + RBMT) — Гибридные модели «… где ожидается прорыв в качестве перевода».[15]

Границы между системами Example-based и Rule-based не очень чёткие, поскольку и те и другие используют словари и правила работы со словарями.

#### Статистический машинный перевод
Статистический машинный перевод основан на поиске наиболее вероятного перевода предложения, с использованием данных двуязычного корпуса (Parallel Corpora) — Битекст. В результате при выполнении перевода компьютер не оперирует лингвистическими алгоритмами, а вычисляет вероятность применения того или иного слова или выражения. Слово или последовательность слов, имеющие оптимальную вероятность, считаются наиболее соответствующими переводу исходного текста и подставляются компьютером в получаемый в результате текст. В статистическом машинном переводе ставится задача не перевода текста, а задача его расшифровки.
Типичная архитектура статистических систем МП.
- Одноязычный корпус (язык перевода).
- Языковая модель — набор n-грамм (последовательностей словоформ длины n) из корпуса текстов.
- Параллельный корпус.
- Фразовая таблица — таблица соответствий фраз исходного корпуса и корпуса переводов с некоторыми статистическими коэффициентами.
- Статистический декодер — среди всех возможных вариантов перевода, выбирает наиболее вероятный.

В качестве языковой модели в системах статистического перевода используются преимущественно различные модификации n-граммной модели, утверждающей, что <грамматичность> выбора очередного слова при формировании текста определяется только тем, какие(n-1)слов идут перед ним.
- n-граммы.
  -  — Достоинства: — высокое качество перевода, для фраз, которые целиком помещаются в n-граммную модель.
  -  — Недостатки: — качественный перевод возможен только для фраз, которые целиком помещаются в n-граммную модель.

Преимущества SMT
- Быстрая настройка
- Легко добавлять новые направления перевода
- Гладкость перевода

Недостатки SMT
- <Дефицит> параллельных корпусов
- Многочисленные грамматические ошибки
- Нестабильность перевода

Системы, которые не используют обучение, называются «Speaker Independent» системы.
Системы, использующие обучение, — «Speaker Dependent» системы.

#### Системы МП, основанные на правилах «Rule-Based»
Системы машинного перевода основанные на правилах (Rule-Based Machine Translation), подразделяются:
- системы пословного перевода;
- трансферные системы (Transfer) — преобразуют структуры входного языка в грамматические конструкции выходного языка;
- интерлингвистические системы (Interlingua)- промежуточный язык описания смысла.

Компоненты типичной RBMT:
- Лингвистические базы данных: — двуязычные словари; — файлы имен, транслитерации; — морфологические таблицы.
- Модуль перевода: — грамматические правила; — алгоритмы перевода.

Особенности RBMT систем:
- Преимущества: — синтаксическая и морфологическая точность; — стабильность и предсказуемость результата; — возможность настройки на предметную область.
- Недостатки: — трудоемкость и длительность разработки, — необходимость поддерживать и актуализировать лингвистические БД; — «машинный акцент» при переводе.

#### Гибридные модели SMT + RBMT
Архитектура Гибридной технологии:
- Обучение: Параллельный корпус->Обучение: — Модель языка; — Данные для постредактирования; — Правила синтеза; — Словарь терминологии.
- Эксплуатация: Гибридный перевод.

Этапы Гибридной технологии:
- Обучение RBMT на основе параллельного корпуса с использованием статистических технологий;
- Эксплуатация на основе натренированной системы.

### Системы синтеза речи
Типичная архитектура «Text-to-Speech» System.
- Анализ текста: — Определение структуры текста; — Нормализация текста; — Лингвистический анализ.
- Фонетический анализ: — Графо — Фонетическое преобразование.
- Анализ просодики: — Шаг & Длительность словосочетаний.
- Синтез речи (Speech Synthesis): — Рендеринг голоса.

В свою очередь, синтез речи разделяют на группы:
- параметрический синтез;
- конкатенативный, или компиляционный (компилятивный) синтез;
- синтез по правилам;
- предметно-ориентированный синтез.

## Шумоочистка
Источники шумов в речевых системах:
— помехи от микрофонов, провода, АЦП (аналогово-цифровой преобразователь), внешние шумы, возникающие в окружении говорящего.
Классификация шумов относительно их характеристик:
- периодический / непериодический шум;
- ширина диапазона частот, в котором распределяется энергия шума: — широкополосные (ширина полосы частот более 1 кГц) и узкополосные шумы (ширина полосы частот менее 1 кГц);
- речевой шум, состоящий из голосов людей, окружающих говорящего.

Наиболее опасным по своему влиянию на речевой сигнал и наиболее трудноудаляемым шумом считается белый шум:
— непериодичный шум, спектральная плотность которого равномерно распределена по всей области частот.
В области систем распознавания речи в шуме, существует следующие подходы:
- Разработчики не обращают внимания на шум.
- Сначала избавляются от шума, а затем распознают очищенный речевой сигнал. Эта концепция обычно используется при разработке систем шумоочистки в качестве дополнительного модуля систем распознавания.
- Распознавание зашумленного сигнала без его предварительного улучшения, при котором изучается, каким же образом человек распознает и понимает зашумленную речь; ведь он не производит предварительной фильтрации речевого сигнала для того, чтобы очистить его от шума.

Методы достижения помехозащищённости:
- сводятся либо к выделению некоторых инвариантных относительно шума признаков, либо к обучению в условиях шума или модификации эталонов распознавания с использованием оценки уровня шумов.

Слабым местом подобных методов является ненадежная работа систем распознавания, настроенных на распознавание в шуме, в условиях отсутствия шумов, а также сильная зависимость от физических характеристик шума.
- Вычисление коэффициентов линейного предсказания. В качестве элементов эталонов, вместо численных значений используются вероятностные распределения (среднее математическое, дисперсия).
- Цифровая обработкой сигнала: — методы маскировки шумов (численные значения, сравнимые с характеристиками шума, игнорируются или используются с меньшими весовыми коэффициентами) и методы шумоподавления с использованием нескольких микрофонов (например, очистка от низкочастотных шумов с использованием микрофона с одной стороны устройства и высокочастотных — с другой стороны).
- Очистка полезного сигнала от посторонних шумов, с использованием массивов микрофонов, моделирующих направленный микрофон с переменным лучом направления (простейший метод «задержки и суммирования» или более сложный с модификацией весов микрофонов).

## Модели и методы оптимизации
Большинство существующих метрик автоматической оценки машинного перевода, основаны на сравнении с человеческим эталоном.
При обучении Speech Translation System, применяют следующие методы оптимизаций качества и скорости перевода:

- Каскадное ASR/WER с MT/BLEU

Автоматическое распознавание речи (ASR — automatic speech recognition)
- ASR/WER (Word Error Rate) — вероятность ошибки в кодовом слове;
- ASR/PER (Position-independent Word Error Rate)- вероятность ошибок позиционно-независимых слов (в разных предложениях);
- ASR/CSR (Command Success Rate) — вероятность успешного выполнения команды.

Машинный перевод (MAT — Machine-Assisted Translation)
- MT/BLEU (Bilingual Evaluation Understudy) — вероятность совпадение перевода с образцом.

## Особенности
Помимо проблем, связанных с переводом текста, синхронный перевод речи имеет дело с особыми проблемами, включая бессвязность разговорного языка, меньше ограничений грамматики разговорного языка, неясной границы слова разговорного языка и коррекции ошибок распознавания речи. Кроме того, у синхронного перевода есть свои преимущества по сравнению с переводом текста, в том числе менее сложную структуру разговорного языка и меньше лексики в разговорном языке.

## Стандарты
Когда много стран начнут исследовать и развивать речевой перевод, будет необходимо стандартизировать интерфейсы и форматы данных, чтобы гарантировать, что системы взаимно совместимы.
Международное объединённое исследование, создаётся речевыми консорциумами перевода:
- (C-STAR) Consortium for Speech Translation Advanced Research — международный консорциум по переводу речи для объединённого исследования речевого перевода;
- (A-STAR) Asia-Pacific — для Азиатско-Тихоокеанского региона.

Они были основаны как международная объединённая исследовательская организация, по проектированию форматов двуязычных стандартов, которые важны, для продвижения научных исследований этой технологии и стандартизации интерфейсов и форматов данных, чтобы соединить речевой модуль перевода на международном уровне.en:Speech Translation

## Оценки качества перевода
- BLEU (Bilingual Evaluation Understudy) — алгоритм оценки-оптимизации качества текста, машинного перевода.
- WER (Word Error Rate) — алгоритм оценки-оптимизации качества текста, машинного перевода.
- Классификатор «Речь/не речь» (speech/non-speech) — определяющий вероятность правильного распознавания речи. Компромисс между определением, голос как шум или шум как голос (Type I and type II errors).